# Сексуальна позиція

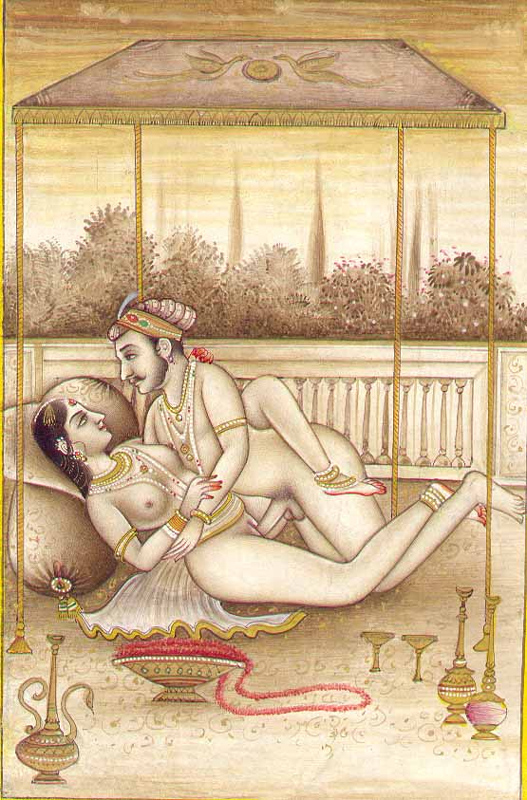
Стародавнє зображення злягання у Камасутрі

Сексуальна позиція — положення тіл, яке приймають люди під час або задля здійснення статевого акту чи інших сексуальних практик. Сексуальні позиції становлять один із головних компонентів опису статевого акту та слугують для його урізноманітнення та підвищення взаємного бажання сексуальних партнерів.
Найширше практикуються три категорії статевих актів, кожній з яких властивий певний набір сексуальних позицій:
- вагінальне злягання — включає проникнення пеніса у вагіну
- оральне злягання — включає пестощі геніталій ротом партнера
- анальне злягання — включає проникнення пеніса в анус партнера.

Враховуючи, що статеві акти можуть залучати різноманітні мануальні маніпуляції з ерогенними зонами партнера та стимуляцію одних ерогенних зон іншими на загал, різноманітні комбінації можливих елементів статевого акту породжують майже необмежену кількість придатних сексуальних позицій.

## Позиції з проникненням
Ці позиції включають проникнення пеніса чи іншого фалоса (наприклад, страпону) у вагіну чи анус.

### Активний партнер зверху з проникненням спереду
Однією з найпоширеніших та найпростіших сексуальних позицій є місіонерська позиція. Партнери спрямовані один до одного обличчям. Пасивний партнер лежить на спині з розсунутими ногами, у той час, як активний партнер лежить зверху. Ця позиція та наступні варіації використовуються, перш за все, для вагінального проникнення, хоча деякі можуть використовуватися також для анального сексу.

### Проникнення ззаду

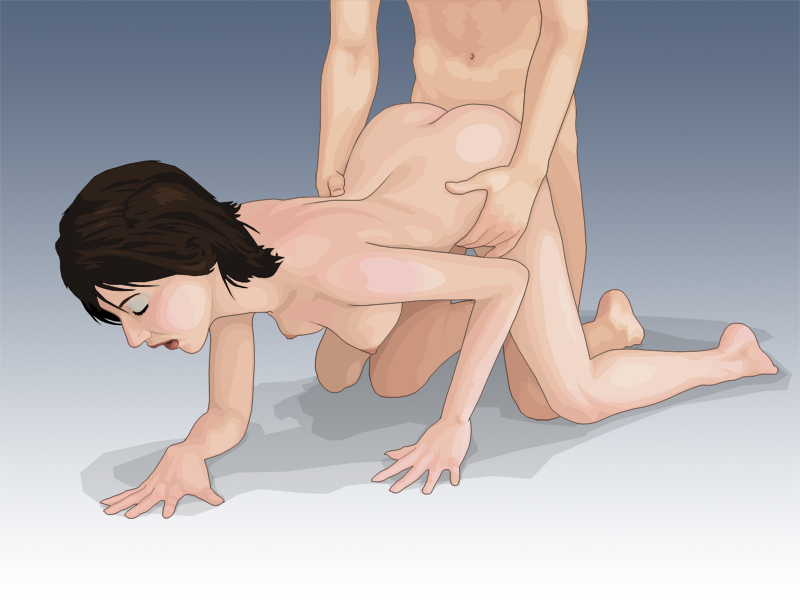
Гетеросексуальна пара у «собачій» (колінно-ліктьовій) позиції

Перевага цих позицій у природності та глибокому проникненні, а також можливості активного партнера пестити руками груди та геніталії пасивного партнера. Недоліками є те, що партнери не бачать облич одне одного, а також необхідність активного партнера рухатися чіткіше, адже недбалий рух, у разі, коли пасивний партнер — жінка, може зачепити її яєчники та викликати гострий біль. Більшість з цих позицій можуть використовуватися як для вагінального, так і для анального проникнення.
- Варіанти позиції «по-собачому» («собачий стиль», англ. doggy-style) або колінно-ліктьової позиції[3]:
  - Пасивний (приймаючий) партнер стоїть на чотирьох кінцівках з тулубом у горизонтальному положенні. Активний партнер проникає ззаду стоячи на колінах. (базова позиція)
  - Пасивний партнер може нахилити тулуб додолу у передній частині тіла. Проникаючий партнер може підняти свої стегна вище стегон приймаючого партнера для найглибшого входження.
  - В іншій варіації, обидва партнери піднімаються з колін. Статевий акт відбувається на прямих чи підігнутих ногах, у той час, як пасивний партнер все ще стоїть «на чотирьох» або опирається руками об ліжко, стіну чи інший об'єкт.
- У позиції «ложечки» обидва партнери лежать на одному боці. Активний партнер проникає ззаду.[4] Ця позиція дозволяє статевому акту відбуватися з найменшим напруженням як зі сторони чоловіка (допустима ослаблена ерекція) так і зі сторони жінки.[2]
- В іншій позиції, на боці лежить лише приймаючий партнер, у той час, як проникаючий партнер стоїть на колінах чи ногах (якщо пасивний партнер лежить на піднятій поверхні).
  - Пасивний партнер, що лежить на боці, може також випрямити нижню ногу та зігнути верхню. Активний партнер проникає стоячи на колінах та тримаючи власні геніталії близько до нижньої ноги партнера.
- Лежачи один на одному:
  - Пасивний партнер лежить долілиць, можливо з розсунутими ногами. Активний партнер лягає зверху.[5] Якщо помістити невеличку подушку під поперек нижнього партнера, це може підвищити стимуляцію у даній позиції.[2]
  - В іншому варіанті, нижній партнер тримає коліна зімкненими, у той час, як ноги проникаючого партнера розсунуті.
  - Приймаючий партнер може також лягти зверху на активного партнера таким чином, що обоє лежатимуть горілиць. Партнери мусять лежати під деяким кутом, щоб голова верхнього партнера не спричиняла дискомфорту нижньому. Під голову верхнього партнера можна підкласти подушку для зручності. (див. також наступний розділ)

### Активний партнер зверху
- Чоловік (активний партнер) зверху
  - Місіонерська
  - Гусарська
- Жінка (пасивний партнер) зверху
  - Наїзниця
  - Обернена наїзниця
- Проникнення ззаду
  - «Собачий стиль»
  - Лежачи з проникненням ззаду
- Стоячи
- Сидячи
  - Сидячи «на рівні»
  - Зі стільцем
- На боці
  - Ложечки
  - Перпендикуляр (Т-позиція)

### Анальний секс
- Місіонерська позиція
- Бічна місіонерська позиція
- Позиція Віденської устриці
- Позиція вершниці
- Позиція ложок
- Позиція по-собачому
- Позиція сидячи
- Позиція стоячи
- Позиція Т

## Оральний секс
- Кунілінгус
- Мінет
  - Звичайна феляція
  - Глибоке горло (мінет)
  - Іррумація
  - Автофеляція
- 69
- Анілінгус
- Тібеггінг

## Позиції без проникнення
- Інтрамамарний секс
- Оральна стимуляція сосків
- Трибадизм
- Трибадизм у місіонерській позиції
- Фінгеринг
- Фістинг
- Фрот
- Ґоккун
- Еякуляція на обличчя
- Камшот
- Сніжки

## Позиції в груповому сексі

### Секс утрьох

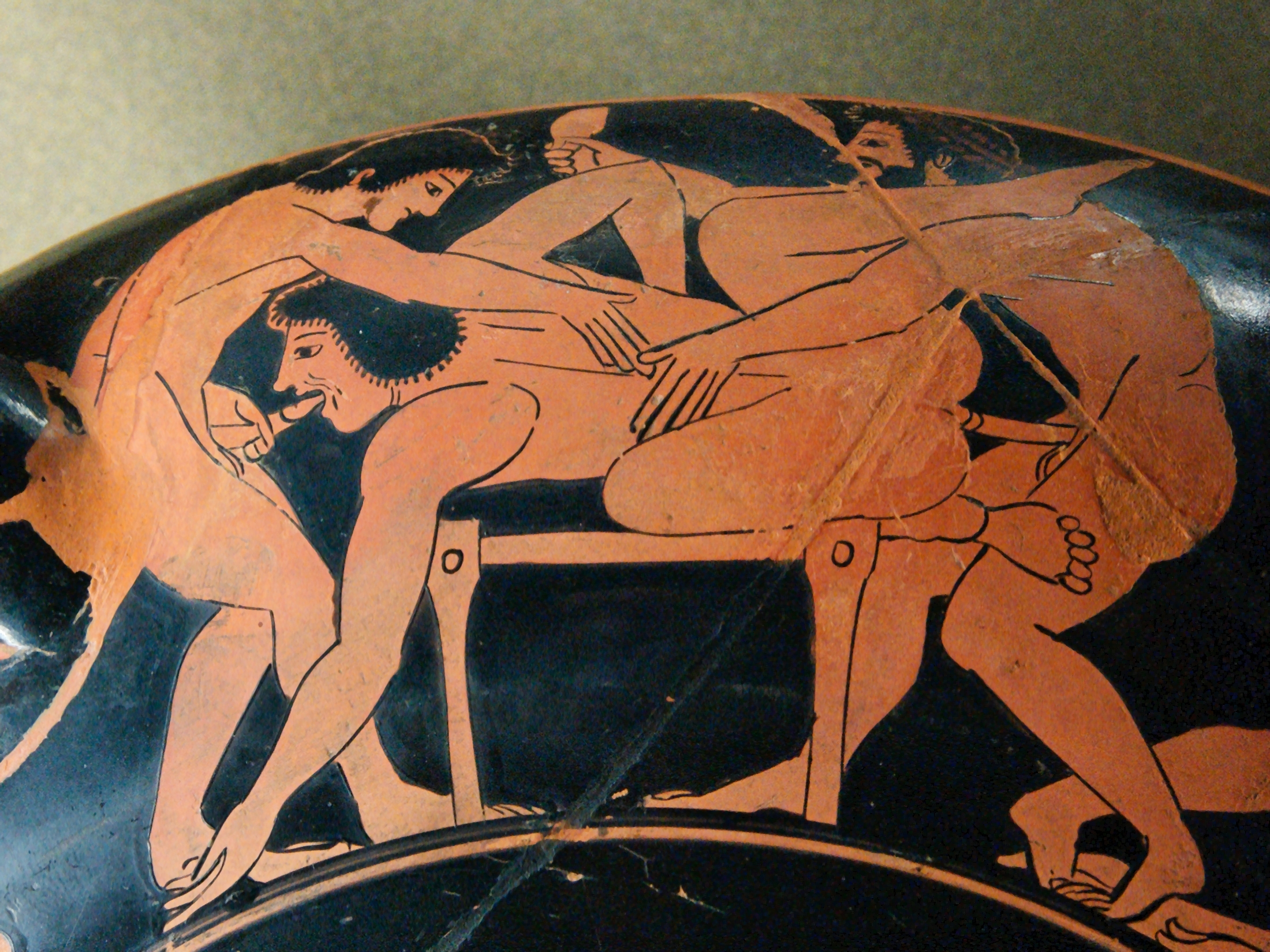
Трійка в Давній Греції

Коли троє людей займаються сексом разом, це називається тріо або сексом утрьох. Способи, за яких всі партнери перебувають у сексуальному контакті один з одним, можуть включати наступні варіанти:
- одна людина виконує оральний секс на одному партнері, водночас займаючись анальним або вагінальним сексом з іншим партнером;[6]

- «позиція 369» полягає в тому, що двоє людей займаються оральним сексом у «позиції 69», а третій партнер проникає в одного з учасників; зазвичай чоловік займається сексом у позиції «по-собачому» із жінкою, що перебуває зверху в «позиції 69»;[7]

- чоловік займається вагінальним або анальним сексом з одним партнером, водночас отримуючи анальну пенетрацію від іншого (можливо, з використанням страпону);

- два учасники займаються сексом у позиції «наїздниця», а третій сідає на обличчя чоловіка, дозволяючи йому займатися кунілінгусом. Це зазвичай називають «подвійною наїздницею»;[8][9][10]
- троє партнерів лягають або стоять паралельно, один між двома іншими. Цю позицію іноді називають «бутербродом». Цей термін також може конкретно стосуватися подвійного проникнення жінки, коли один пеніс проникає у її анус, а інший у вагіну, або чоловіка з двома пенісами в його анусі;
- два учасники займаються вагінальним або анальним сексом один з одним, водночас один або обидва виконують оральний секс на третьому партнері;

- троє людей одночасно виконують оральний, вагінальний і анальний секс одне на одному.

### Інші
- Оральна трійця
- Подвійне проникнення
- Генг-бенг
- Буккаке
- Пегінг
- Анальний секс